# Бабите (филм)
„Бабите“[източник? (Поискан днес)] е съветски игрален филм, драма от 1940 г., единствената режисьорска работа на Владимир Баталов.

## Сюжет
Във филма се разказва за колхозниците от Поволжието, създали първата женска риболовна бригада. Водач става Варвара – тиха и нежна жена, страдаща от изневерите на съпруга си Степан. В обобщение нейният отбор изпреварва този на мъжете и това кара Степан да погледне на жена си с други очи.

## Снимачен екип

### Създатели
- Сценарист: Мария Смирнова
- Режисьор: Владимир Баталов
- Оператор: Александър Галперин
- Художник: Джоузеф Спинел
- Композитор: Лев Шварц

### В ролите
- Алла Тарасова – Варвара Кладова
- Андрей Абрикосов – Степан Степанович Кладов
- Ема Цесарская – Олга
- Владимир Баталов – Терентий Казанок
- Нина Петропавловская – Паша Елк
- Алексей Долинин – Ваня Сомов
- Василий Новиков – Духове
- Иван Юдин – Кискин
- Инна Фьодорова – Любка (нерегистрирана)
- Александра Данилова – състезател по риболов